# Замок Кіллілі

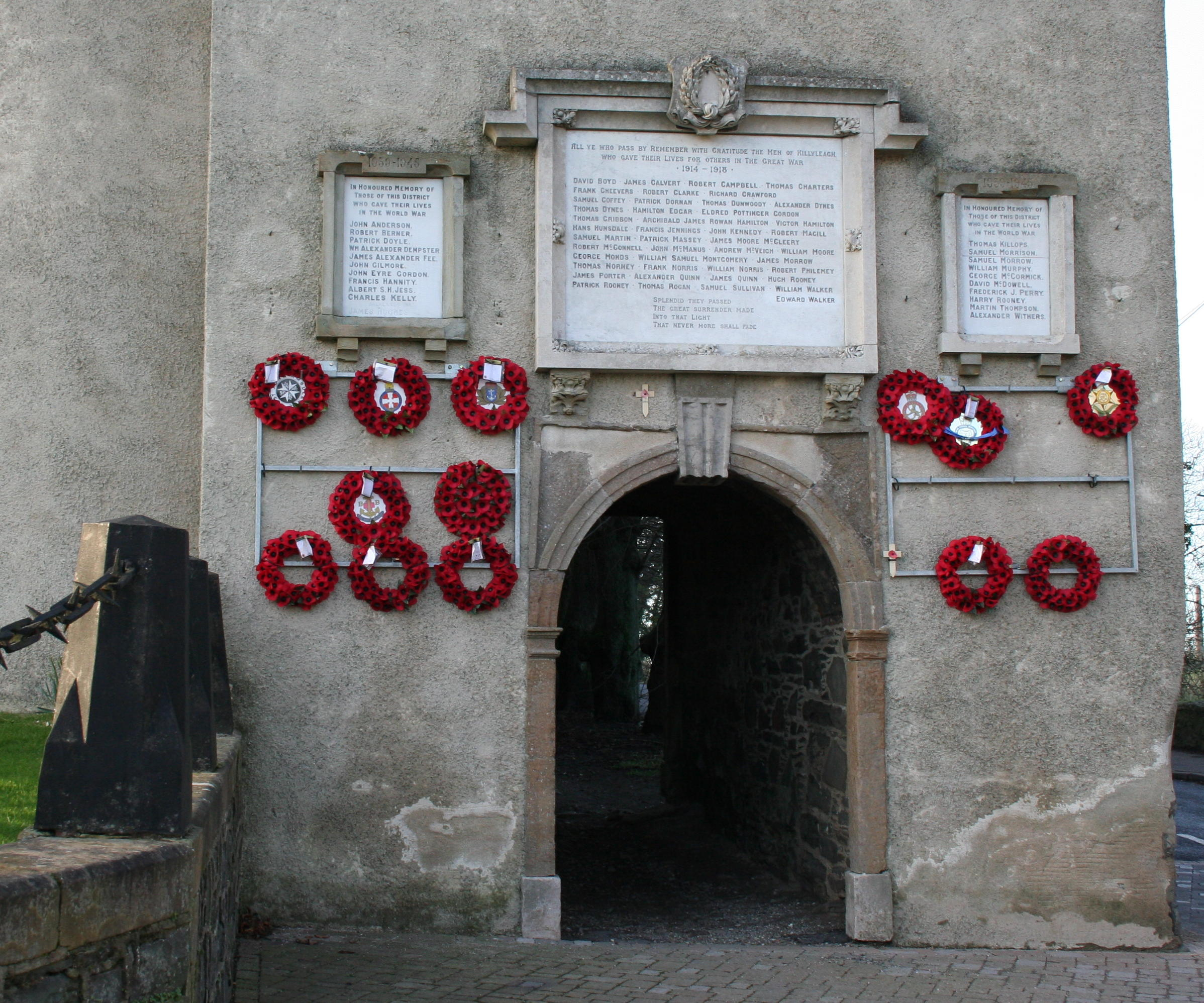
Військовий меморіал замку Кіллілі.

Замок Кіллілі (англ. Killyleagh Castle) — один із замків Ірландії, розташований в графстві Даун, Північна Ірландія. Замок стоїть в невеличкому селищі. Замок вважається одним із найдавніших населених замків Ірландії. Більша частина споруд, що збереглися до нашого часу датуються 1180 роком. Замок збудований в норманському стилі, наслідує замки, які будувалися в ХІІ столітті в долині річки Луари (Франція). У ХІХ столітті замок був відреставрований архітектором Чарльзом Ленайоном. Замок належав клану Гамільтон з початку XVII століття. Нині в замку живе Гоун Роуен Гамільтон та його родина. Господарі замку іноді влаштовують у замку концерти. У цьому замку виступали виконавці Ван Моррісон, Глен Ганзард, Бап Кеннеді. У замку іноді влаштовують традиційні свята. У 2012—2014 роках замок використовувався для фільмів та телевізійних шоу.

## Історія замку Кіллілі
Замок Кіллілі збудували норманські лицарі після англо-норманського завоювання Ірландії в 1171 році. Замок Кіллілі збудував феодал Джон де Курсі у 1180 році для захисту завойованих земель. Замок був частиною укріплень навколо озера Странгфорд-Лох. Крім захисту від ірландських кланів замок призначався для захисту від нападів вікінгів.
У 1602 році ірландський ватажок і вождь клану Кон О'Ніл володів великими землями на території нинішнього графства Даун, в тому числі землями Кіллілі. Кон О'Ніл відправив своїх воїнів атакувати англійських гарнізон замку Кіллілі. Але Кон О'Ніл був розбитий і потрапив в полон. Його кинули за ґрати і йому загрожувала смертна кара. Дружина Кона О'Ніла уклала угоду з шотландським аристократом Х'ю Монтгомері — за помилування Кона О'Ніла від імені королеви Х'ю Монтгомері отримує половину земель Кона О'Ніла. Кон отримав помилування від короля, але король Англії, Шотландії та Ірландії Джеймс (Якків) І розділив землі Кона О'Ніла на три частини. Землі Кіллілі, Бангор отримав інший шотландець — Джеймс Гамільтон з клану Гамільтон, пізніше І віконт Клейнбой. Замок був позначений на карті, складеній у 1625 році. У цьому ж році Гамільтон переїхав з замку Бангор у замок Кіллілі. Він розбудував і покращив замок. Замок і досі є володінням родини Гамільтон.
Син віконта Клейнбой — Джеймс Гамільтон, І граф Кланбрассіл побудував другу вежу замку — до того замок мав тільки одну вежу. Під час громадянської війни на Британських островах він підтримав роялістів, Стюартів та короля Англії Карла І. Замок обложили війська республіканців та диктатора Олівера Кромвеля в 1649 році. Замок обстрілювали гарматами з суші та з корабля, що плава по озеру Странгфорд-Лох. Замок був сильно зруйнований. Граф втік з замку, кинувши напризволяще залишки гарнізону, дружину та дітей. Олівер Кромвель конфіскував замок та землі графа Кланбрассіл.
Син І графа Кланбрассіл — Генрі Гамільтон — ІІ граф Кланбрассіл повернув собі замок після реставрації монархії і перебудував замок в 1666 році. Він перебудував вежі, відремонтував північну стіну. Те, що стоїть нині — в основному робота ІІ графа Кланбрассіл.
У 1667 році ІІ граф Кланбрассіл одружився з леді Еліс Мур — дочкою графа Дрогеда. Їхня єдина дитина померла в дитинстві. Леді Еліс виявила, що І граф Кланбрассіл у своєму заповіті написав, що землі і замок Кіллілі після смерті Генрі повинні бути розділені між п'ятьма кузенами Гамільтон. Вона знищила цей заповіт, її чоловік уклав новий заповіт, згідно з яким вона є спадкоємицею володінь Кіллілі. Цей заповіт він написав у 1674 році, а через рік, у 1675 році він несподівано помер чимось отруївшись, можливо миш'яком. Але леді Еліс не довго володіла замком — у 1677 році вона померла, залишивши замок своєму братові. Кузени Гамільтон знали про знищений заповіт І графа Кланбрассіл і вимагали повернути їм замок та землі. Через 20 років було виявлено копію першого заповіту. Але на той час всі кузени були вже мертві. Останнім хто помер, був Джеймс Гамільтон Нейлсбрук з графства Антрім, син Арчибальда Гамільтона, брата Джеймса Гамільтона — І віконта Клейнбой. Джеймс Гамільтон Нейлсбрук був впевнений що справа вирішиться на його користь. І заповідав розділити маєток на дві частини — одну передати його дочці Енн Стівенсон, уроджену Гамільтон, іншу половину віддати братам Гоуну та Вільяму Гамільтонам. У 1697 році суд розділив замок та маєток: Гоун та Вільям Гамільтони забрали головний будинок та вежі, Енн — решту замку.
Вільям Гамільтон помер, будучи бездітним у 1716 році, і замок перейшов до наступних поколінь нащадків Гоуна Гамільтона. Правну Гоуна — Арчібальд Гамільтон Роуен був ірландським націоналістом, був в лавах Об'єднаних ірландців, жив в цьому замку в 1806—1834 роках після повернення з Америки, де він був у вигнання.
Онук Гамільтона Роуена — Арчібальд Роуен-Гамільтон і його дружина запросили архітектора сера Чарльза Ленайона в 1850 року для реставрації замку. Він створив романтичний силует замку з додаванням башточки.
Дочка Джеймса Гамільтона Нейлсбрука — Енн вийшла заміж за Ганса Стівенсона. Маєток перейшов до її сина Джеймса Стівенсона, а потім до його дочки Доркас, що пізніше стала Доркас Блеквуд — І баронесою Дафферін та Кленбой (1726—1807). Її нащадком був Фредерік Темпл Блеквуд — V барон Дафферін та Клейнбой (1826—1902). У 1860 році V барон передав права на частину замку Гамільтонам для реставрації замку. Барон додав прізвище Гамільтон до свого прізвища, одружившись зі своєю далекою родичкою Геріот Джорджиною Роуен-Гамільтон — дочкою Арчібальда Роуена-Гамільтона в 1862 році.
Замок зазнав нападу з боку Ірландської республіканської армії під час громадянської війни в Ірландії в 1920-х роках. Гоун Роуен Гамільтон якось сказав: «У мене є вирізка з газети „Белфаст Телеграф“, де розповідається, про мого предка, якого розбудили о 2 годині ночі звуки перестрілки і йому було дуже цікао, що відбувається».